# Geher-Länderkampf der Frauen 1988 BR Deutschland – Frankreich
| 21. Leichtathletik-Länderkampf mit bundesdeutscher Beteiligung 1988 | 21. Leichtathletik-Länderkampf mit bundesdeutscher Beteiligung 1988 |
| ------------------------------------------------------------------- | ------------------------------------------------------------------- |
|                                                                     |                                                                     |
| Gehervergleich der Frauen BR Deutschland – Frankreich               |                                                                     |
| Austragungsort                                                      | Ahlen                                                               |
| Wettbewerbe                                                         | 1                                                                   |
| Datum                                                               | 4. September                                                        |
| 1. FRA 1. FRG                                                       | 11 Punkte                                                           |
| Chronik                                                             |                                                                     |
| ← FRG-FRA Geher (M)                                                 | erster LK 198900 ITA-FRG-BGR-GBR-HUN00 Werfer (M) →                 |

Im 21. und letzte Vergleich des Länderkampfjahres 1988 blieb den Geherinnen vorbehalten, die parallel zu ihren männlichen Kollegen am 4. September in der münsterländische Stadt Ahlen ebenfalls gegen Frankreich antraten. Zweiländerkämpfe mit Frankreich hatten zuvor schon sieben Mal stattgefunden, zuletzt war das 1985 der Fall gewesen. Vier zu drei lautete die Bilanz für Frankreich. Auch mit Beteiligung weiterer Länder waren die französischen und bundesdeutschen Geherinnen bereits aufeinander getroffen. Meist hatte Frankreich dabei vor der Bundesrepublik gelegen.

## Modus
Auf dem Programm stand ein Wettbewerb auf der Bahn, der über 10.000 Meter ausgetragen wurde. Jede Nation konnte vier Geherinnen stellen, von denen die drei Besten gewertet wurden. Die Siegerin erhielt sieben Punkte, für die Zweitplatzierte wurden fünf Punkte vergeben, für die Drittplatzierte vier Punkte, für die Viertplatzierte drei, für die Fünftplatzierte zwei Punkte usw.

## Ergebnis
In der Einzelwertung gewann eine französische Geherin vor zwei bundesdeutschen Vertreterinnen und einer weiteren Französin. In der Länderkampfwertung kam es mit elf zu elf zu einem Unentschieden. Es war das bereits zweite Remis der bundesdeutschen Frauen im Jahr 1988.

## Resultate

### 10 000-m-Bahngehen
| Platz | Athletin                   | Land | Zeit (min) |
| ----- | -------------------------- | ---- | ---------- |
| 01    | Suzanne Griesbach          | FRA  | 48:17,2    |
| 02    | Renate Warz                | FRG  | 48:21,9    |
| 03    | Barbara Kollorz            | FRG  | 48:51,0    |
| 04    | Anne-Catherine Berthonnaud | FRA  | 49:06,1    |
| 05    | Andrea Brückmann           | FRG  | 49:17,6    |
| 06    | Nadine Vavre               | FRA  | 49:28,1    |
| 07    | Brigitte Buck              | FRG  | 49:41,6    |
| 08    | Mylène Dumesnil            | FRA  | 51:30,5    |